# Stéphanèphore
Dans la Grèce antique, un stéphanèphore est le titulaire d'une magistrature qui désigne le porteur de couronne, à la fin des concours. C'est une magistrature religieuse qui, dans certaines cités, est éponyme, ce qui veut dire qu'elle donne son nom aux dates dans les documents,. C'est aussi une magistrature aux aspects liturgiques, puisque le titulaire de la stéphanèphorie devait financer de sa poche des banquets, des sacrifices ou des constructions publiques. Les titulaires de cette magistrature peuvent être des hommes ou des femmes.  
La stéphanèphorie est aussi le moment, à la fin d'un concours, où les couronnes sont remises par le stéphanèphore.